# Бальони, Джампаоло
Джампа́оло Бальо́ни (итал. Giampaolo Baglioni), или Джован Паоло Бальони (итал. Giovan Paolo Baglioni; около 1470, Перуджа — 11 июня 1520, Рим) — представитель рода Бальони, синьор Перуджи в 1500—1520 годах с небольшими перерывами, граф Спелло и Беттоны в 1516—1520 годах.
Кондотьер на службе у Венецианской, Флорентийской и Сиенской республик и Папского государства. Участник войны Камбрейской лиги.

## Биография
Родился в Перудже около 1470 года в семье синьора Перуджи Родольфо I Бальони и Франчески да Кастель-Сан-Пьетро. В 1490 году Джампаоло Бальони женился на Ипполите Конти, представительнице дворянской семьи из Рима, в браке с которой у него родились два сына — Малатеста IV Бальони и Орацио II Бальони. 

### Кондотьер
Карьеру кондотьера начал в юные годы. Вместе с Камилло Вителли и Паоло Орсини, сражался против изгнанных из Перуджи противников дома Бальони. В битве при Скифанойе 8 июня 1491 года одержал победу над Бернардино Раньери и сжёг город. Пройдя через Рипу и Резену, 10 июня 1491 года с той же ротой снова атаковал Раньери и сжёг деревню Чивителла-Бенаццоне.
В 1493 году Джампаоло поступил на службу к Флорентийской республике. Участвовал в кампании против Монтепульчано, который подчинил Сиене, а также в войне 1498 года против венецианцев и пизанцев.
В 1492 году, вместе с другими родственниками, входил в комиссию, которая осуществляла политический контроль за решениями суда по гражданским и уголовным делам в Перудже. В 1494 году воевал на стороне Атти против Кьяраваллези в Тоди. Весной 1495 года захватил замок Пассиньяно у семьи Одди, представителей которой Бальони изгнали из Перуджи. Весной 1497 года сражался против графов Стерпето, сторонников Кьяраваллези в Тоди. В ночь с 14 на 15 июля 1500 года в Перудже во время свадебных торжеств по случаю бракосочетания Асторре I Бальони и Лавинии Колонна были убиты родственники Джампаоло. Во главе заговора стояли его двоюродные братья Грифонетто Бальони и Карло I Бальони, а также Джироламо делла Пенна. В историю устроенная им резня вошла под названием «кровавой свадьбы». Джампаоло спасли студенты из университета Перуджи, которые спрятали кондотьера, а после убедили переодетым покинуть город.
Джампаоло добрался до Маршано, где кондотьер Вителлоццо Вителли дал ему солдат, с которыми он направился к Перуджи. К тому времени городом уже правили Карло I Бальони, по прозвищу Барчилья (Бородка) и Джироламо делла Пенна, которые бежали, не оказав сопротивления. Джампаоло, вместе с отцом Родольфо I Бальони и двоюродным братом Адриано Бальони, заняли город и присвоили себе звание «защитников церковного государства Перуджа». Адриано и Джампаоло были соправителями; первый осуществлял властные полномочия в городе, второй сражался с изгнанниками и служил кондотьером у государств, союзы с которыми должны были позволить Бальони самостоятельно править Перуджей при номинальной зависимости от римских пап.

### На службе у Александра VI
В 1500 году Джампаоло поступил на службу к римскому папе Александру VI. На стороне Чезаре Борджиа он сражался против представителей семьи Колонна. Участвовал во взятии Аквапенденте, где укрывался лидер Кьяраваллези в Тоди Альтобелло Канале. Во время этого сражения, несмотря на протесты Джампаоло, сторонники Атти занялись грабежом и даже каннибализмом. Затем с десятью тысячами пехотинцев занял Витербо, откуда изгнал вдову Джованни Гатти, стоявшую во главе местных гибеллинов. Вскоре после этого он отказался от предложения сиенцев возглавить войско республики в звании генерал-капитана и предложения флорентийцев принять под командование сотню латников. В декабре 1500 года оставил войско Чезаре Борджиа, осаждавшего Фаэнцу, чтобы преградить путь противникам Бальони на Фолиньо и Перуджу. После победы над сторонниками Одди в Кортоне в 1501 году, Джампаоло по приказу Чезаре Борджиа выступил против князя Пьомбино Якопо Аппиано. Вместе с Паоло Орсини, занял Риети и Кастель-ди-Пьетро и принудил Терни к миру со Сполето. Затем был призван Пьетро Медичи и Пандольфо Петруччи для участия в кампании против флорентийцев. Однако, узнав о захвате Урбино войском Чезаре Борджиа и опасаясь нападения папских войск на Перуджу, вернулся в родной город.
9 октября 1502 года собрал совет в замке Маджоне, участниками которого были представители семей Бальони, Орсини, Петруччи, Бентивольо и Уффредуччи. Стороны достигли соглашения о совместных действиях в случае нападения на их вотчины. Однако в следующем месяце на собрании в Кьянчано представители Орсини, Петруччи и Бентивольо заявили, что заключат соглашение с Чезаре Борджиа. Джампаоло, поддержанный представителями семьи Вителли, попытался отговорить их от этого шага. В январе 1503 года Джампаоло отказался от предложения Чезаре Борджиа прибыть к нему в Сенигаллию, куда тот заманил и зарезал Франческо и Паоло Орсини, Вителлоццо Вителли и Оливеротто Уффредуччи, а после сам направился в Перуджу. Понимая, что не сможет отстоять город, кондотьер отступил в Сиену, затем, пройдя через Лукку и Пизу, остановился во Флоренции. После смерти римского папы Александра VI, в сентябре 1503 года Джампаоло направился к Перудже. По пути он разгромил Муцио Колонна, не дав ему объединиться с противниками Бальони, после чего вошёл в город. В сражении под Браччано он разгромил Чезаре Борджиа, который бежал из Рима, заставив его вернуться обратно.

### На службе у Юлия II
Джампаоло нанялся к французам и флорентийцам для участия в кампании против испанцев в Неаполе. Однако он не спешил выезжать из Перуджи, опасаясь нападения на город противников семьи Бальони. К тому же Бартоломео д’Альвиано предложил ему контракт с испанцами. Джампаоло не спешил выполнять требования флорентийцев. Последние послали к кондотьеру в качестве переговорщика Никколо Макиавелли, а он, тем временем, готовился выступить против Флоренции с Пандольфо Петруччи и против Пизы с Бартоломео д’Альвиано. Участию Джампаоло в кампании помешал римский папа Юлий II, который решил усилить власть Рима во владениях на территории Папского государства. Через посредничество Гвидобальдо да Монтефельтро и кардинала Франческо Алидози, он искал способа достичь соглашения с понтификом, приняв его петиции, касающиеся постоянного присутствия в городе папского легата с правом ратификации постановлений магистратов Перуджи. В 1506 году Рим сохранил за Джампаоло его владения. Ему позволили жить в Перудже, но не как синьору. В городе разместили папский гарнизон. Противники семьи Бальони вернулись в город, оба сына Джампаоло были отправлены заложниками к римскому папе, а сам кондотьер обязался выступить против Болоньи на стороне понтифика. Он почтительно приветствовал римского папу при въезде в Перуджу, хотя имел достаточно войск, чтобы схватить его. Никколо Макиавелли упрекнул его в трусости. На самом деле, Джампаоло опасался нападения со стороны французов и флорентийцев. Его союз с Римом укрепил позиции семьи Бальони в Перудже.
В 1511 году, с позволения понтифика, он поступил на службу к венецианцам. Джампаоло возглавил войско республики в звании генерал-лейтенанта. В 1511 — 1512 годах, сражаясь для республики, он отвоевал от имперцев и французов Бергамо, Брешию, Верону и Виченцу. В сражении при Изола-делла-Скала Гастон де Фуа нанёс ему поражение, но без больших последствий.

### На службе у Льва X
После смерти римского папы Юлия II, Джампаоло вернулся в Перуджу, чтобы восстановить правление, но уже во второй половине 1513 года он возобновил службу у Венецианской республики. Как только истёк срок контракта с венецианцами, он, как вассал Рима, последовал призыву понтифика о зачислении в папскую армию, получив взамен в 1516 году инвеституру на графства Беттона и Спелло от римского папы Льва X. Затем, в качестве военного советника, он консультировал Лоренцо II Медичи во время военных действиях против герцогства Урбино. Однако его отношение к дому Медичи стало неоднозначным, начиная со следующего 1517 года, когда Франческо Мария I делла Ровере попытался восстановить правление в своих владениях. Джампаоло увидел тождественность политики Медичи той, что в предыдущее десятилетие проводили Борджиа. Опасаясь союза между домами Бальони и Делла Ровере, римский папа Лев X арестовал Джампаоло в марте 1520 года и заключил его в замке Святого Ангела, где кондотьер был обезглавлен в ночь на 11 июня 1521 года. Останки Джампаоло погребли в церкви Санта-Мария-ин-Траспонтина в Риме, но его гробница была утрачена во время перестройки храма при римском папе Пие IV.